# Fleury-la-Vallée
Fleury-la-Vallée – miejscowość i gmina we Francji, w regionie Burgundia-Franche-Comté, w departamencie Yonne.
Według danych na rok 1990 gminę zamieszkiwały 942 osoby, a gęstość zaludnienia wynosiła 63 osoby/km² (wśród 2044 gmin Burgundii Fleury-la-Vallée plasuje się na 249. miejscu pod względem liczby ludności, natomiast pod względem powierzchni na miejscu 646.).